# Amblyseius foenalis
Amblyseius foenalis är en spindeldjursart som beskrevs av Berlese 1914. Amblyseius foenalis ingår i släktet Amblyseius och familjen Phytoseiidae. Inga underarter finns listade i Catalogue of Life.